# Соухаїб Калала
Соухаїб Калала (1 січня 1991) — сирійський плавець.
Учасник Олімпійських Ігор 2008 року.